# Stylolith

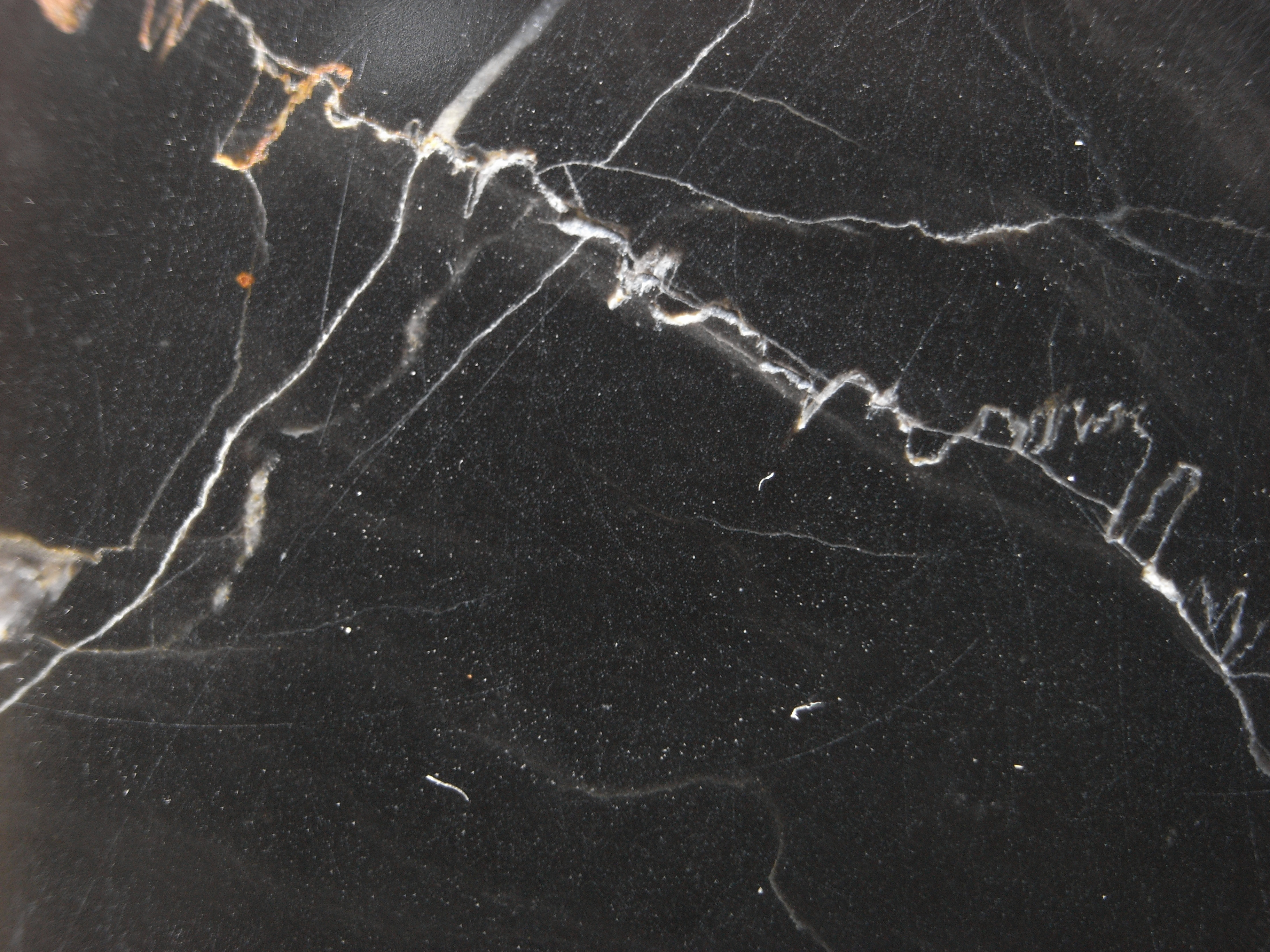
Stylolithische Struktur in einem polierten Anschnitt des slowakischen „Žarnov-Marmors“ (von links oben nach rechts unten verlaufend), hebt sich durch den weiß erscheinenden spätigen Calcit, der sich an der Drucklösungsfläche gebildet hat, deutlich von der schwärzlichen Matrix des mitteltriassischen Kalksteins ab und lässt sich durch die gezackte Form deutlich von den ebenfalls mit spätigem Calzit verfüllten nicht-stylolithischen Klüften im Gestein unterscheiden.

Stylolithen sind Strukturen, die überwiegend in sedimentären Karbonatgesteinen und deren metamorphen Pendants auftreten. Sie gehen auf Drucklösungsvorgänge an Trennflächen zurück und zeichnen sich in Anschnitten quer zu diesen Trennflächen als verschiedenfarbige wellig-gezackte Linien ab.

## Begriff
Die Bezeichnung für dieses Gesteinsmerkmal leitet sich vom griechischen Wort στυ̃λος für Pfeiler ab.

## Entstehungsweise
Stylolithen bilden sich in Sedimentgesteinen, wenn erhöhter Auflastdruck (siehe lithostatischer Druck) zu partiellen Auflösungserscheinungen von Mineralen im Gestein führt. Typischerweise verlaufen sie entlang von Schichtflächen. Durch Auftreten seitlichen Druckes (tektonische Beanspruchung) können sie auch an Trennflächen auftreten, die senkrecht oder schrägwinklig zur Sedimentationsebene orientiert sind. Sie sind dann von feinen Frakturen schwer zu unterschieden, wenn sie wenig zackige Formen ausgebildet haben. Da einfache Brüche und Klüfte aber oft auch auf Dehnungsvorgänge zurückgehen, erweitern sich diese in ihrem Verlauf nicht selten und sind dann mit Sekundärmineralen verfüllt, was bei Stylolithen so nicht der Fall ist.

## Erscheinungsformen

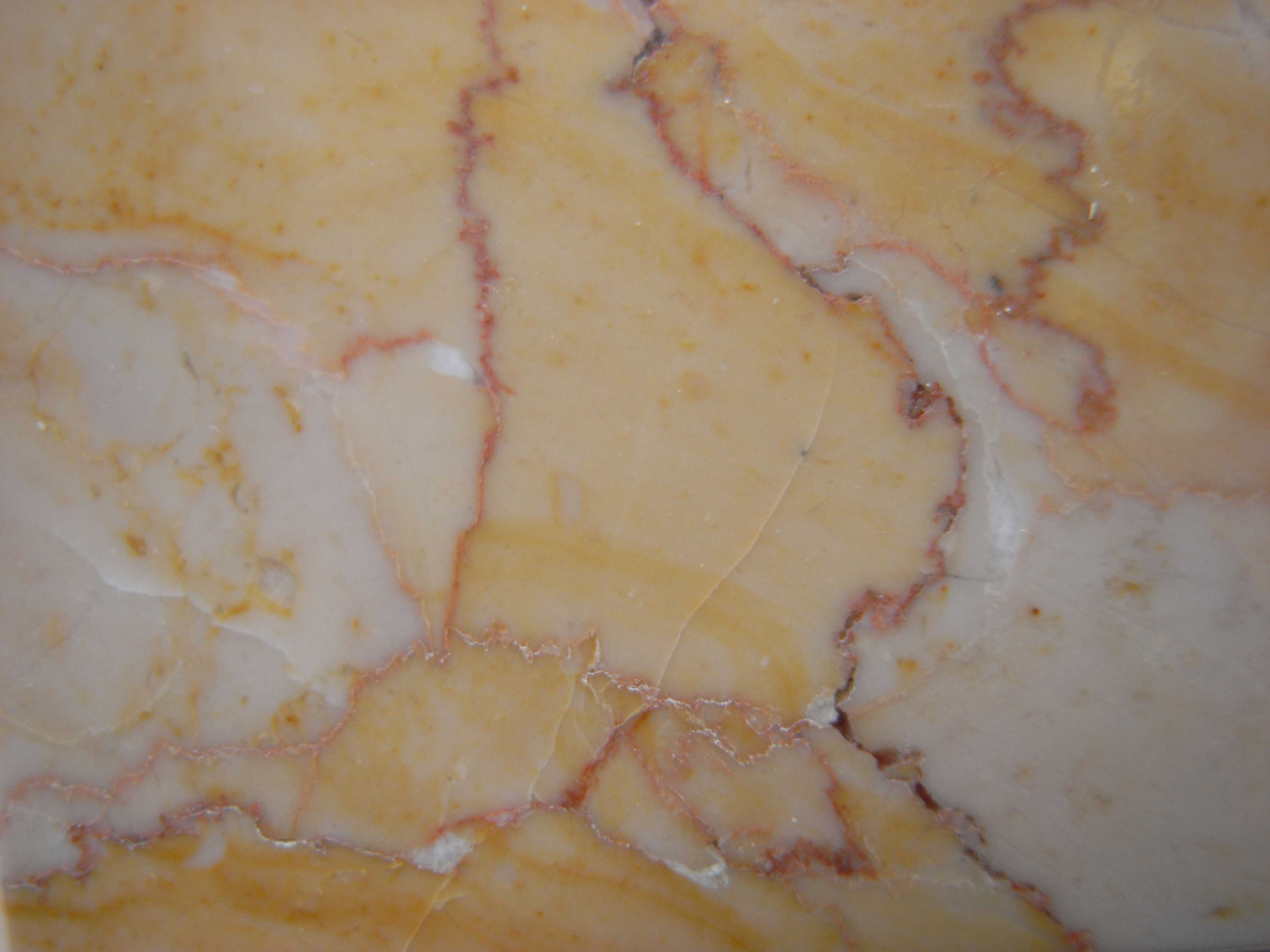
Stylolithen (rotviolett) im ungarischen „Siklos-Marmor“ (polierter Anschnitt)

Stylolithen finden sich häufig in chemisch relativ reinen (monomineralischen) und homogenen Gesteinen. Ihr charakteristisches Bild sind sägezahnförmige zackige Adern. Hauptsächlich treten sie in karbonatischen Sedimentgesteinen und Metamorphiten auf. In seltenen Fällen wurden Stylolithen auch in Quarziten, Sandsteinen und Tonsteinen (Argillite) beobachtet.
Dem Betrachter fallen besonders jene mit roter, violetter oder schwarzer Farbe auf. Stylolithen in grauen und beigen Tönen sind weniger augenscheinlich. Die Farben stammen meist von Eisen- oder Manganoxidimprägnationen, ähnlich den Dendriten in Sedimentgesteinen. Andere Sedimentgesteine enthalten entlang der stylolithischen Strukturen tonige Schichten und Malachiteinlagerungen. Die farbigen Einlagerungen sind Rückstände von Mineralen, die bei der Druckbeanspruchung nicht in Lösung gegangen sind. In manchen Fällen begleitet Calcit und Quarz die unregelmäßige Oberfläche stylolithischer Strukturen.
An den Korngrenzen von Oolithen oder knolligen Gesteinsstrukturen können Mikrostylolithen auftreten. Sie werden bei manchen oolithischen Kalksteinen und Knollenkalken beobachtet.
Eine andere Form stellen bündelartige Erscheinungsformen von Stylolithen im Dezimeterbereich in Sedimentgesteinen dar.

## Technische und optische Auswirkungen
Sie sind in Werksteinen häufig als attraktives Linienbild dann wahrnehmbar, wenn der Rohblock senkrecht zur Sedimentationsebene aufgesägt wurde. Lässt sich das Gestein aus technischen Gründen nur parallel zur Schichtenebene sägen, markieren sich Stylolithen als fleckig-wolkige Feinstrukturen und bewirken einen farbigen Gesamteinfluss in der Fläche oder fleckenartige Ausbildungen, was zu einer deutlichen Farbschwankung in den produzierten Chargen führen kann.